# The Trick to Life
The Trick to Life è l'album di debutto della band indie rock anglo-svedese The Hoosiers. È stato pubblicato in Inghilterra il 22 ottobre 2007. Da questo album sono stati estratti i singoli  "Worried About Ray", "Goodbye Mr A", "Cops and Robbers" e "Run Rabbit Run".

## Tracce
1. Worried About Ray – 2:46
2. Worst Case Scenario – 2:35
3. Run Rabbit Run – 3:13
4. Goodbye Mr A – 4:27
5. A Sadness Runs Through Him – 3:13
6. Clinging on for Life – 2:39
7. Cops and Robbers – 4:00
8. Everything Goes Dark – 3:37
9. Killer – 3:49
10. The Trick to Life – 2:49
11. Money to Be Made – 2:01
12. The Feeling You Get When (Traccia nascosta) – 4:17

## Singoli
- Worried About Ray
- Goodbye Mr A
- Cops And Robbers
- Run Rabbit Run